# Schauspiel München
Schauspiel München war eine Schauspielschule in München, die 1987 von Hans Dieter Trayer gegründet und von 1995 bis 2001 von Burkhard C. Kosminski geleitet wurde. Ab 2001 übernahmen Rainer Gewiese und Petra Diener die Schule. Die Schule wurde im Jahr 2015 geschlossen.
Die für die Ausbildungsförderung nach BAföG anerkannte Schule unterrichtete neben den klassischen Schauspielmethoden auch die Theorien Lee Strasbergs und Konstantin Stanislawskis. In Kooperation mit der Hochschule für Fernsehen und Film München (HFF) absolvierten die Schauspielstudenten mehrere Kameraseminare unter der Leitung international renommierter Ausbilder. Der Abschluss endete mit einem Vorsprechen vor der staatlichen Schauspieleragentur ZBF.

## Absolventen (Auswahl)
- Silke Bodenbender
- Marisa Burger
- Doreen Dietel
- Tim Egloff
- Maureen Havlena
- Igor Jeftić
- Andreas Jung
- Anna Kaminski
- Markus Knüfken
- Miriam Krause
- George Lenz
- Antonio di Mauro
- Marie Munz
- Jens Peter Nünemann
- Florian Odendahl
- Lisa Maria Potthoff
- Stefan Rihl
- Martin Rother
- Birge Schade
- Nina Schmieder
- Robert Schön
- Martina Schütze
- Gunnar Solka
- Nina Brandhoff
- Sven Thiemann
- Joram Voelklein
- Andreas Leopold Schadt